# 東京都監察医務院

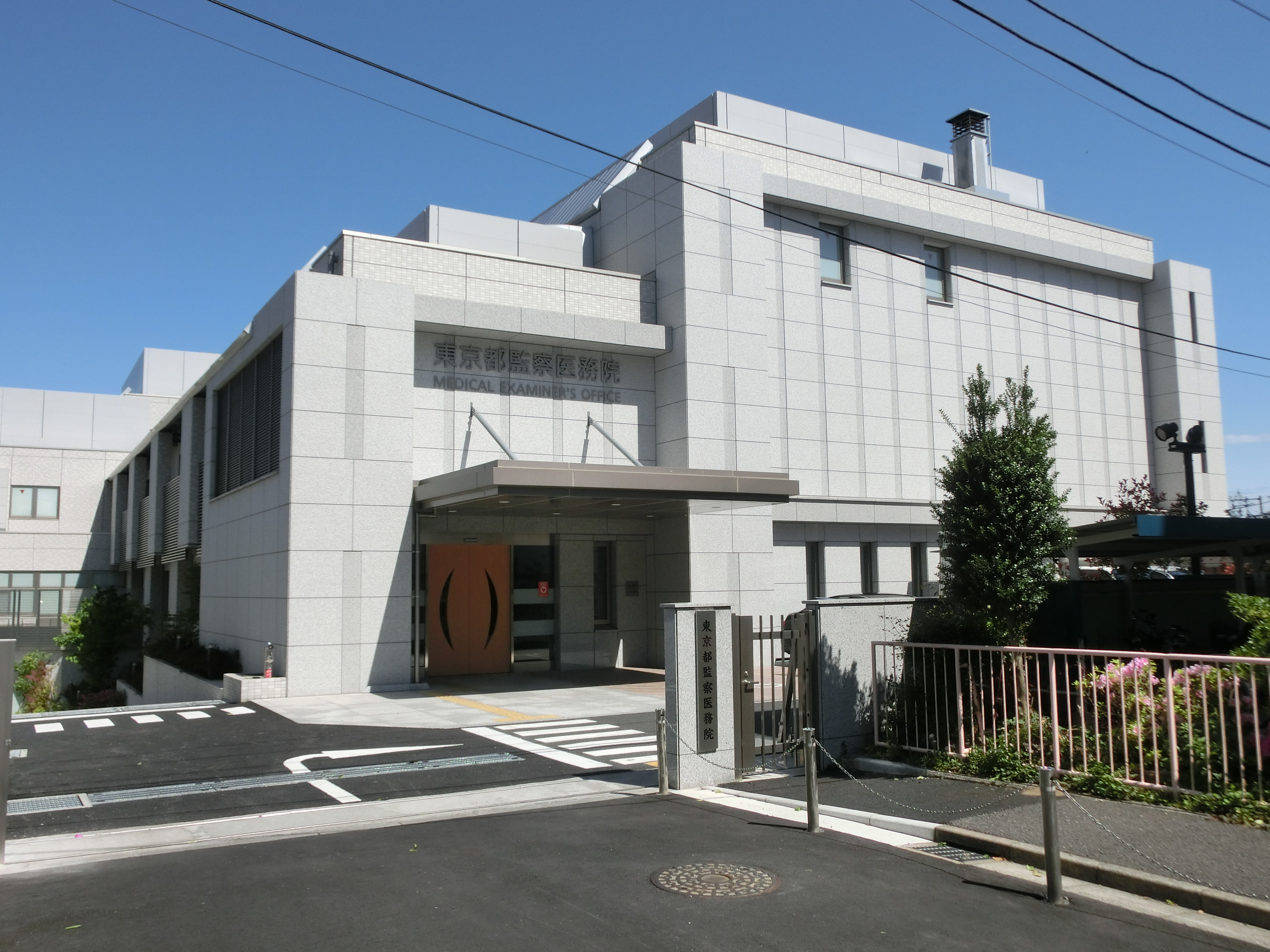
東京都監察医務院

東京都監察医務院（とうきょうとかんさついむいん）は、死体解剖保存法第8条に基づき、東京都23区内で発生したすべての不自然死について、死体の検案及び解剖を行う東京都の行政解剖施設である。1948年（昭和23年）3月21日の開院であり、365日死体検案書を発行している。多摩地域・島嶼部においても、1978年（昭和53年）から検案及び解剖業務を関係機関等に委託のうえ実施している。また、監察医の養成をはじめ検視に携わる者、関係機関職員等への実習・研修も行っている。

## 所在地
- 東京都文京区大塚四丁目21番18号

## 敷地及び建物
- 地下1階、地上4階

## 著名な人物
- 上野正彦 - 元監察医務院院長（警視長）

## 研修実績
- 陸上自衛隊小平学校
- 警視庁警察学校
- 警察大学校
- 関東管区警察学校
- 海上保安庁
- 消防庁消防大学校
- 厚生労働省労働基準局労災補償部
- 大学医学部医学科